# Björn Dunkerbeck
 (septembre 2012).
Si vous disposez d'ouvrages ou d'articles de référence ou si vous connaissez des sites web de qualité traitant du thème abordé ici, merci de compléter l'article en donnant les références utiles à sa vérifiabilité et en les liant à la section « Notes et références ».
Björn Dunkerbeck est un véliplanchiste d'origine néerlandaise résidant en Suisse. Il détient 12 titres de champion du monde PWA. Tout comme Robby Naish et Antoine Albeau, il est l'un des grands noms de la planche à voile.

## Biographie
Il est né le 16 juillet 1969 au Danemark, de mère néerlandaise et de père allemand.
Il débute en Coupe du Monde en 1987 et domine les compétitions presque aussitôt jusqu'à la fin des années 1990, et ce dans toutes les disciplines de son sport (vagues, slalom, course-racing). 
Björn est connu pour avoir professionnalisé le Funboard. L'industrie de la planche à voile profita de son professionnalisme et de son équipe de recherche dirigée par Peter Thommen) - pour faire passer un sport de loisir de plage, la planche à voile, à un statut de sport de haut-niveau: le funboard[réf. nécessaire] . 
Björn Dunkerbeck a une sœur, Britt, qui fut plusieurs fois championne du monde de windsurf à l'époque où son frère dominait la discipline. Il prend sa retraite en 2014 après la finale de la PWA en Nouvelle-Calédonie.
Il a passé le cap de 103 km/h en planche à voile en novembre 2021.

## Palmarès
- 12 fois Champion du Monde overall
- PWA (88/89/90/91/92/93/94/95/96/97/98/99)[1]
- 10 fois Champion du Slalom PWA (88/89/90/91/92/93/94/05/11)
- 7 fois Champion du Waveriding PWA (90/92/93/94/95/99/01)
- 5 fois Champion du Course Racing PWA (90/91/92/93/94)
- 5 fois Champion du Racing PWA (95/96/97/98/99)
- 1 fois Champion du Freestyle PWA (98)
- 2 fois Champion du Speed (94/05)

World Open Ocean Speed World Record: 44.35 knots / 82.13 km/h